# Junkernhof (Uetze)

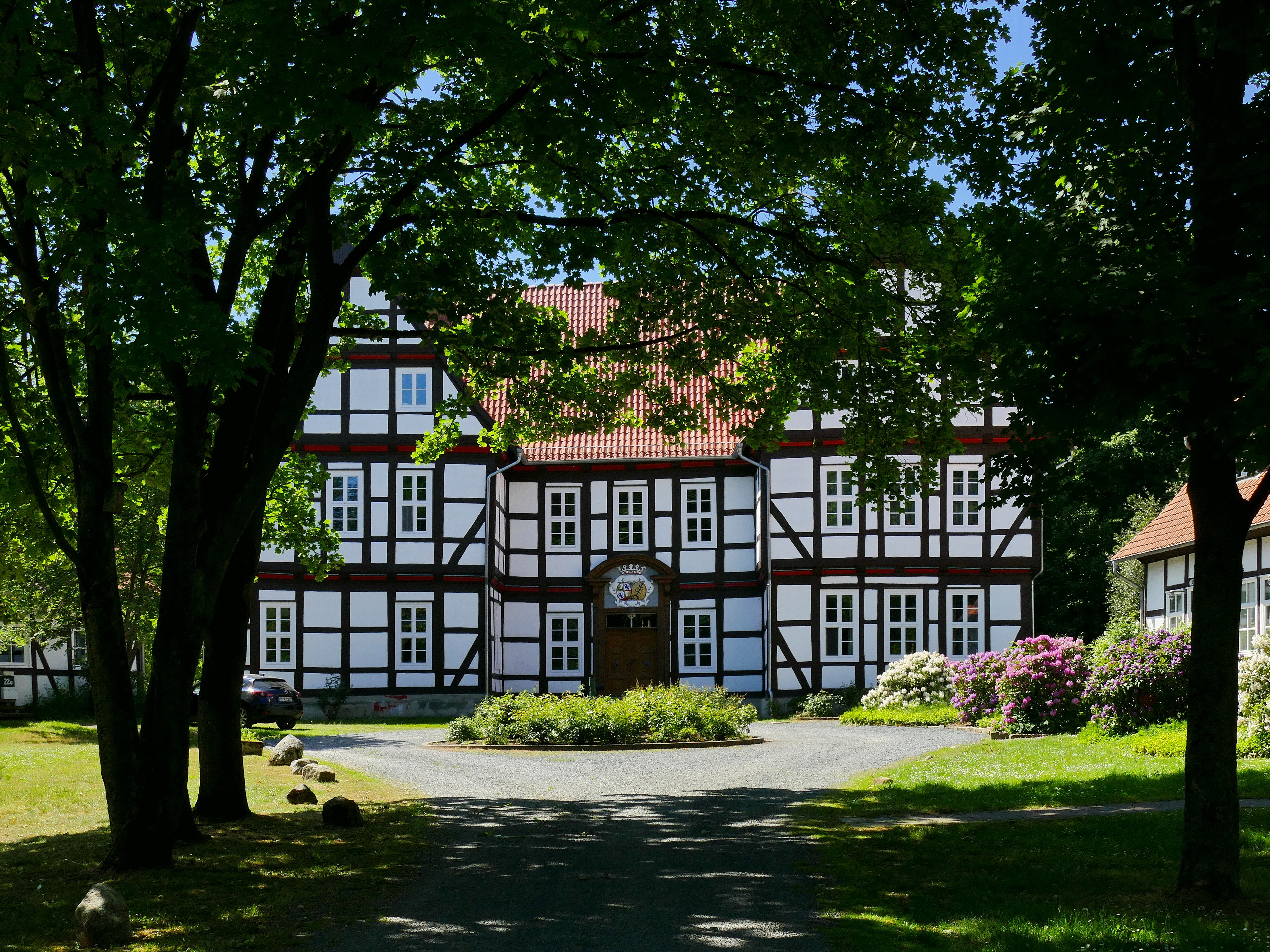
Herrenhaus

Der denkmalgeschützte Junkernhof steht in Uetze, einer selbständigen Gemeinde in der Region Hannover in Niedersachsen.

## Beschreibung
Das Herrenhaus der Herren von Uetze wurde 1635 gebaut, nachdem das vorherige Gutshaus abgerissen wurde. Es ist ein zweigeschossiges Fachwerkhaus auf U-förmigem Grundriss. An der Hofseite sind die beiden Ecken als kurze Seitenflügel vorgezogen. Dem Portal in der mittleren Achse ist ein großes Wappen unter einem segmentbogigen Giebel vorgeblendet. Im Innenraum befindet sich ein querrechteckiges Vestibül mit einer einläufigen barocken Treppe.